# Polar Music
Polar Music International AB är ett svenskt skivbolag som startades 1963 av Bengt Bernhag och Stig "Stikkan" Anderson. 
På detta skivmärke gjorde bland annat artister och grupper som Abba, Ted Gärdestad, Tomas Ledin och Svenne & Lotta sina skivor.
År 1989 instiftades Polarpriset av Stig Anderson. Året därefter, 1990, ansåg Anderson att han hade gjort sitt och sålde företaget, som därefter är en del av Universal Music.

## Artister hos Polar Music
| - Abba - Lena Andersson - Crosstalk - Beagle - Dilba - Emilia Rydberg - Anni-Frid Lyngstad - Agnetha Fältskog & Linda Ulvaeus - Ted Gärdestad - Gemini - Hellacopters - Infinite Mass - Fredrik Kempe | - Lambretta - Maarja - Emma Nilsdotter - Mats Paulson - Pineforest Crunch - Svenne & Lotta - Joey Tempest - Anders Widmark - Tomas Ledin |

## Källhänvisningar
1. ↑  ”Bokslut & Nycktal - Polar Music International Aktiebolag”. AllaBolag.se. http://www.allabolag.se/5561324343/bokslut.
2. ↑  "Labels". Universalmusic.com. Läst 13 oktober 2014.
3. ↑  ”In Focus: Polar Music - the story of ABBA’s record label” (på amerikansk engelska). ABBA. 8 november 2019. https://abbasite.com/articles/in-focus-polar-music-the-story-of-abbas-record-label/. Läst 21 november 2022.